# Daryl Fordyce
Daryl Fordyce (Belfast, 2 gennaio 1987) è un ex calciatore nordirlandese, di ruolo centrocampista.

## Carriera

### Club
In carriera ha giocato 11 partite di qualificazione alle coppe europee, di cui 7 per la Champions League e 4 per l'Europa League.

### Nazionale
Ha giocato nella nazionale nordirlandese Under-21.